# Zingiber yunnanense
Zingiber yunnanense là một loài thực vật có hoa trong họ Gừng. Loài này được Tong Shao Quan và Liu Xian Zhang miêu tả khoa học đầu tiên năm 1991. Tên gọi trong tiếng Trung là 云南姜 (Vân Nam khương), nghĩa là gừng Vân Nam.

## Mẫu định danh
Mẫu định danh: Tong S.Q. & Liu X.Z. 42412; thu thập ngày 7 tháng 8 năm 1989 ở tọa độ khoảng 25°4′0″B 102°41′0″Đ / 25,06667°B 102,68333°Đ, huyện Đằng Xung, tỉnh Vân Nam, Trung Quốc. Mẫu holotype lưu giữ tại Viện Thực vật Côn Minh (KUN).

## Từ nguyên
Tính từ định danh yunnanense là Latinh hóa địa danh Vân Nam (云南, Yunnan), nơi thu mẫu định danh.

## Phân bố
Loài bản địa tây nam Trung Quốc, được tìm thấy tại miền tây tỉnh Vân Nam cho tới miền bắc Thái Lan (các tỉnh Kamphaeng Phet, Chiang Mai). Môi trường sống là rừng; ở cao độ khoảng 1.000 m.

## Phân loại
Z. yunnanense thuộc tổ Cryptanthium.

## Mô tả
Thân giả 1-1,5 m, gốc có bẹ không phiến lá màu đỏ ánh tía. Bẹ lá màu đỏ rượu vang. Lưỡi bẹ 2 thùy, dài 4–7 mm, rậm lông tơ. Lá phía dưới có cuống ngắn, phía trên không cuống; các lá phía trên hình mác hoặc hình mác hẹp, 15-32 × 5-6,5 cm, mặt gần trục nhẵn nhụi, màu xanh lục, mặt xa trục màu ánh xanh lục, thưa lông, đáy hình nêm, đỉnh nhọn thon hoặc hình đuôi; các lá phía dưới hình elip, ~6,5 × 3,2 cm, đỉnh nhọn thon ngắn, đáy gần như thuôn tròn, mặt trên màu xanh lục sẫm, mặt xa trục màu đỏ ánh tía. Cụm hoa 1-3 (-4), mọc từ thân rễ, hình elip, ~5,7 × 3,5 cm; cuống cụm hoa chìm trong lòng đất, dài 4–12 cm; vảy che phủ màu trắng, nhẵn nhụi. Lá bắc hơi có lông; lá bắc ngoài rậm đốm màu đỏ ánh tía, màu xanh lục ánh vàng ở gốc, hình elip, đỉnh có mấu nhọn; lá bắc trong màu xanh lục, rậm đốm màu đỏ ánh tía ở đỉnh, hình ống, 4-4,5 × 0,6-0,8 cm. Lá bắc con hình ống, dài ~3 cm, đường kính 4 mm, gần đỉnh hơi đỏ, phần trong hơi xanh lục ánh đỏ tới hơi vàng ánh xanh lục. Đài hoa hình ống, màu trắng với đáy và đỉnh màu đỏ, dài ~1 cm, đường kính ~3,6 mm, thưa lông màu trắng. Ống tràng hoa màu trắng với đỉnh màu đỏ, dài ~3,7 cm, nhẵn nhụi; thùy tràng lưng màu đỏ với đáy màu xanh lục hơi ánh vàng, ~3,3 × 1,3 cm, đỉnh nhọn; các thùy bên rộng 0,8 cm. Cánh môi nhẵn nhụi; thùy giữa màu trắng với các sọc màu tía, hình elip, ~2,8 × 1,7 cm; các thùy bên hình tai, dài ~1/4 thuỳ giữa, màu trắng. Nhị dài ~2,5 cm, không chỉ nhị. Bao phấn màu ánh vàng, mô vỏ dài ~1 cm; phần phụ liên kết màu ánh tía, 2 khe hở, dài ~1,5 cm. Bầu nhụy màu xanh lục ánh vàng, rậm lông tơ màu trắng; vòi nhụy màu trắng, nhẵn nhụi; đầu nhụy màu trắng, có lông rung; tuyến trên bầu thẳng, dài ~5 mm, màu trắng. Ra hoa tháng 7.
Tương tự như Z. mioga, nhưng khác ở chỗ ống tràng dài hơn tràng hoa tới 3,7 lần, thùy giữa cánh môi hình elip, dài hơn các thùy bên (nhị lép bên) 2,5 lần, thùy tràng lưng rộng hơn thùy tràng bên 1,6 lần, phần phụ liên kết dài hơn mô vỏ bao phấn 1,5 lần.